# Ahmed Douhou
Ahmed Douhou (né le 14 décembre 1976 à Bouaké) est un ancien athlète ivoirien, devenu français en 2002, spécialiste du 200 m.
Il remporte la médaille de bronze du relais 4 × 400 m lors des Championnats d'Europe 2002, avec ses coéquipiers Leslie Djhone, Naman Keita et Ibrahima Wade. 
Avant de devenir Français, il a contribué au record de Côte d'Ivoire du relais 4 × 100 m, en 38 s 60, lors des Championnats du monde 2001 à Edmonton (équipe composée de Ibrahim Meité, Yves Sonan et Éric Pacôme N'Dri). Il est également médaillé d'or du 4 x 100 m aux Championnats d'Afrique d'athlétisme 1998 à Dakar.

## Meilleurs temps
- 100 mètres - 10 s 36  (2000)
- 200 mètres - 20 s 86  (1995)
- 400 mètres - 45 s 86  (2004)